# Chí Tiên
Chí Tiên là một xã thuộc huyện Thanh Ba, tỉnh Phú Thọ, Việt Nam.
Xã Chí Tiên có diện tích 12,03 km², dân số năm 1999 là 5510 người, mật độ dân số đạt 458 người/km².